# Тарасовский сельский совет (Запорожская область)
Тарасовский сельский совет (укр. Тарасівська сільська рада) — входит в состав
Пологовского района
Запорожской области
Украины.
Административный центр сельского совета находится в
с. Тарасовка.

## История
- 1790 — дата образования.

## Населённые пункты совета
- с. Тарасовка
- с. Андреевское
- с. Романовское
- с. Шевченково